# Джан Стърлинг
Джан Стърлинг (на английски: Jan Sterling) е американска актриса.

## Биография
Джан Стърлинг е родена на 3 април 1921 година в Ню Йорк. Тя е дъщеря на Елинор Уорд (по рождение Дийнс) и Уилям Алън Ейдриънс младши, архитект и рекламен директор. Тя има по-малка сестра, Ан „Мими“ Ейдриънс, модел и бизнесдама. Джейн израства в богато домакинство и посещава частни училища, преди да се премести със семейството си в Европа и Южна Америка. В Лондон и Париж тя е обучавана от частни учители, а в Лондон посещава драматичното училище на Фей Комптън. По време на записите на игрово шоу през 1968 г., тя разказа историята, че са ѝ изпратили самолетен билет, за да лети обратно до Съединените щати; виждайки някакво бельо, което харесва на витрина на магазин, тя използва последните си пари, за да го купи, след което разменя самолетния билет и резервира билет за параход. По средата на пътуването тя разбра, че дирижабълът, на който първоначално е била резервирала, „Хинденбург“, е бил унищожен при масивен пожар при пристигането си в Ню Джърси на 6 май 1937 г.

### Кариера
Джан Стърлинг е най-активна във филми през 1950-те години на миналия век, непосредствено преди това се присъедини към Actors Studio, Получава награда Златен глобус за най-добра актриса в поддържаща роля за ролята си в The High and the Mighty (1954), както и номинация за Оскар за най-добра поддържаща женска роля. За най-доброто ѝ представяне често се смята това срещу Кърк Дъглас, като опортюнистична съпруга в „Скритият коз“ на Били Уайлдър от 1951 г. Въпреки че кариерата ѝ запада през 1960-те години на миналия век, тя продължава да играе от време на време телевизионни и театрални роли.

### Личен живот
Джан Стърлинг е женена два пъти. През 1941 г. тя се омъжва за актьора Джон Меривейл, брак, който завършва с развод седем години по-късно. След това тя се омъжва за друг актьор, Пол Дъглас през 1950 г. и остана с него до смъртта му през 1959 г. През 1970-те години тя влиза в дълготрайна лична връзка със Сам Уонамейкър. Неактивна професионално в продължение на близо две десетилетия, тя се появява на филмовия фестивал Cinecon в Лос Анджелис през 2001 г.

### Смърт
По-късният живот на Стърлинг е белязан от болести и наранявания, които включват диабет, счупване на бедрото и серия от инсулти. Синът ѝ почива от сърдечна недостатъчност през декември 2003 г. на 48 години. Стърлинг почива на 26 март 2004 г. в района на Уудланд Хилс в Лос Анджелис.